# Istent játszva
Az Istent játszva (eredeti cím: Playing God) 1997-ben bemutatott amerikai akcióthriller, amelyet Mark Haskell Smith írt és Andy Wilson rendezett.

## Szereplők
| Színész          | Szerep           | Magyar hang   |
| ---------------- | ---------------- | ------------- |
| David Duchovny   | Dr. Eugene Sands | Rékasi Károly |
| Timothy Hutton   | Raymond Blossom  | Stohl András  |
| Angelina Jolie   | Claire           | Götz Anna     |
| Michael Massee   | Gage             | Szokolay Ottó |
| Peter Stormare   | Vladimir         | Galkó Balázs  |
| Andrew Tiernan   | Cyril            |               |
| Gary Dourdan     | Yates            |               |
| Eric Da Re       | Digiacomo        |               |
| John Hawkes      | Flick            |               |
| Will Stewart     | Perry            |               |
| Philip Moon      | Casey            |               |
| Pavel Lychnikoff | Andrei           |               |
| Tracey Walter    | Jim              |               |
| Sandra Kinder    | Sue              |               |
| Bill Rosier      | Jerry            |               |
| Keone Young      | Mr. Ksi          |               |

## Fordítás
- Ez a szócikk részben vagy egészben  a   Playing God (film) című angol Wikipédia-szócikk fordításán alapul.  Az eredeti cikk szerkesztőit annak laptörténete sorolja fel. Ez a jelzés csupán a megfogalmazás eredetét és a szerzői jogokat jelzi, nem szolgál a cikkben szereplő információk forrásmegjelöléseként.